# Cidade dormitório

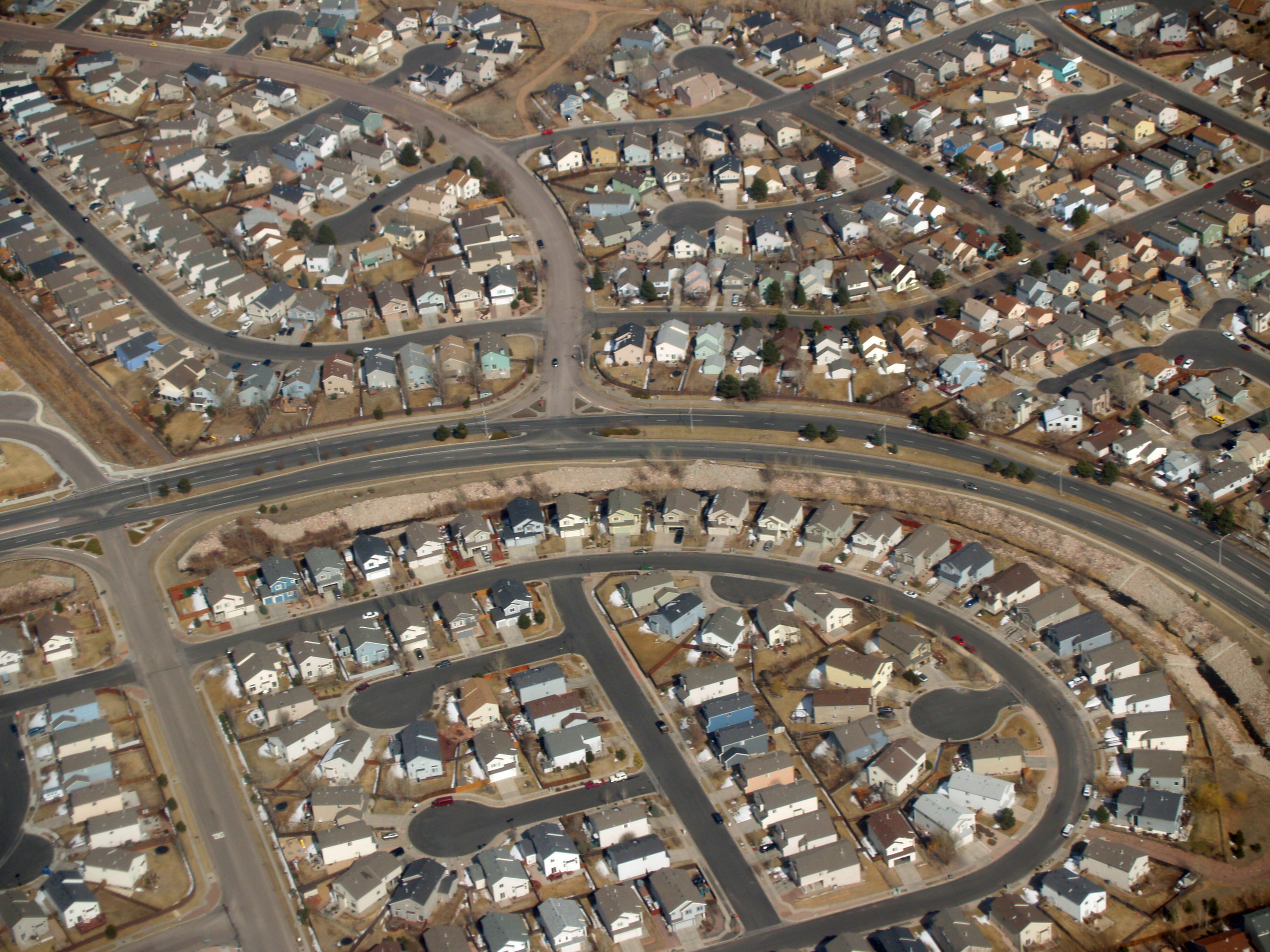
Muitas vezes, subúrbios são considerados cidades-dormitórios. Na foto, subúrbio de Colorado Springs, no Colorado, nos Estados Unidos.

Cidade-dormitório é uma designação usada para se referir a aglomerados urbanos surgidos nos arredores de uma grande cidade tipicamente para servir de moradia a trabalhadores da cidade-núcleo da região. Geralmente, a divisão entre subúrbios e cidades-dormitórios é imprecisa, devido à conurbação das cidades. Cidades-dormitórios costumam estar ligadas por meios de transporte de massa aos locais de trabalho da maioria de seus residentes.
Um resumo da definição "cidade-dormitório" pode ser o seguinte: cidades-dormitório são aquelas em que as atividades existentes não são suficientes para empregar e fixar a sua população ativa, o que leva a maioria dos moradores a se deslocarem diariamente para a cidade mais próxima (em geral, a capital do estado ou uma cidade populosa) para, aí, exercer a sua profissão.
Um grande exemplo de cidade-dormitório é no Paraná, em Almirante Tamandaré, onde não há empresas, universidades, indústrias, hipermercados, shoppings centeres ou comércio,  assim obrigando os moradores virem a trabalhar em Curitiba, voltando apenas à noite para dormir.
Outros exemplos de cidade dormitório:
Itapevi, Jandira, Taboão da Serra e Cotia, são cidades dormitórios para Osasco, Carapicuíba e Barueri, com indústria, polos educacionais e um setor de serviços forte na Grande São Paulo.
Assim como Limeira e toda a Grande Americana figuram como dormitório para Campinas, no interior de São Paulo.

## Nos Estados Unidos e na Europa

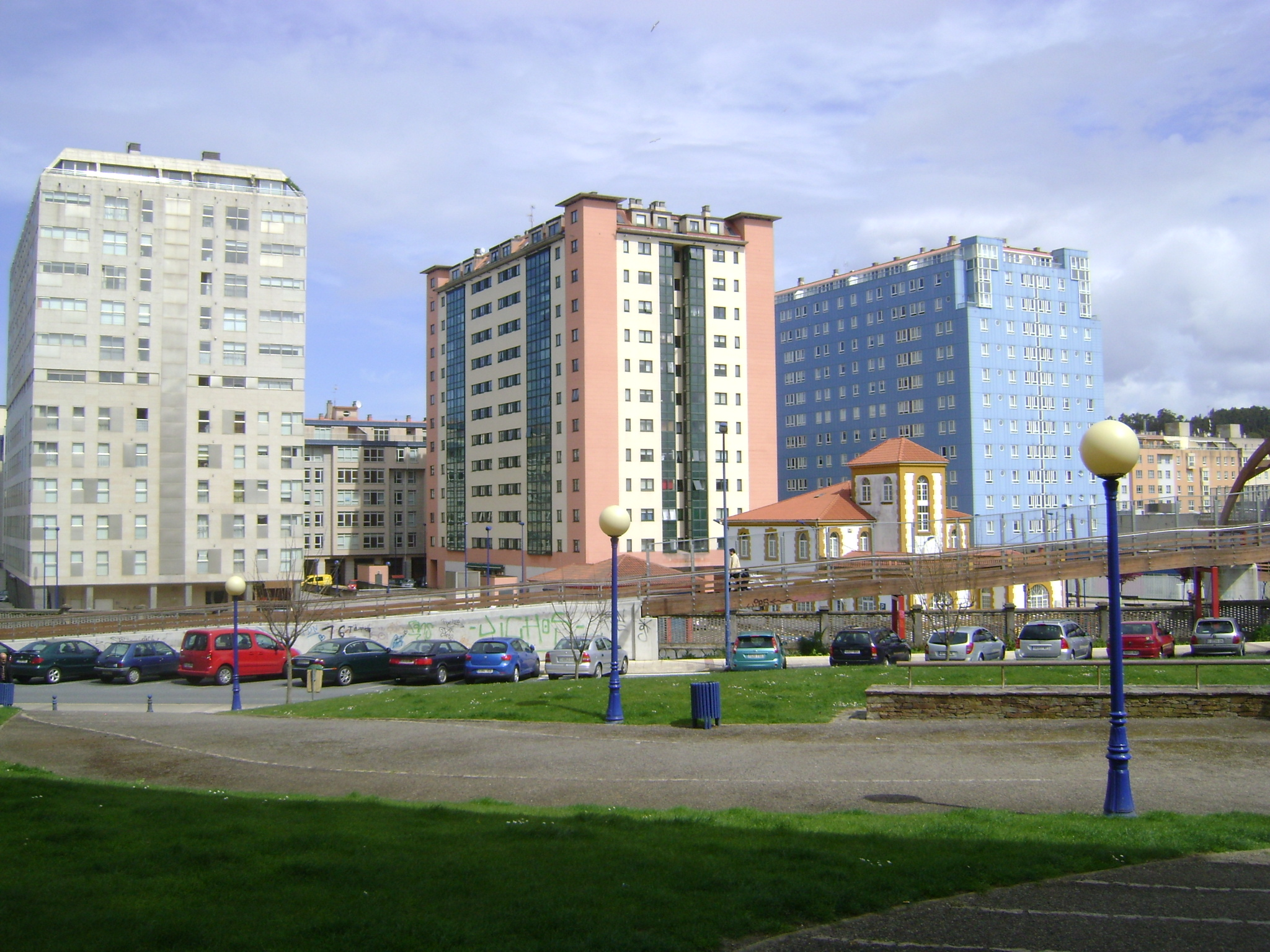
Culleredo, cidade dormitório da Corunha, (Galicia), (Espanha).

Cidades-dormitório surgiram em vários países do primeiro mundo nos anos 1950, com a migração de pessoas do centro das cidades para os subúrbios em busca de qualidade de vida. Esse movimento está também associado com o baby boom, o crescimento da população dos Estados Unidos depois da Segunda Guerra Mundial, levando à construção de novas áreas residenciais para atender a uma crescente demanda por moradia.
Nesses países, o estabelecimento de cidades-dormitório foi acompanhado pela criação de uma vasta rede de autoestradas e trens de subúrbio para atender às necessidades de transporte do trabalho para o lar.

## Nos países em desenvolvimento

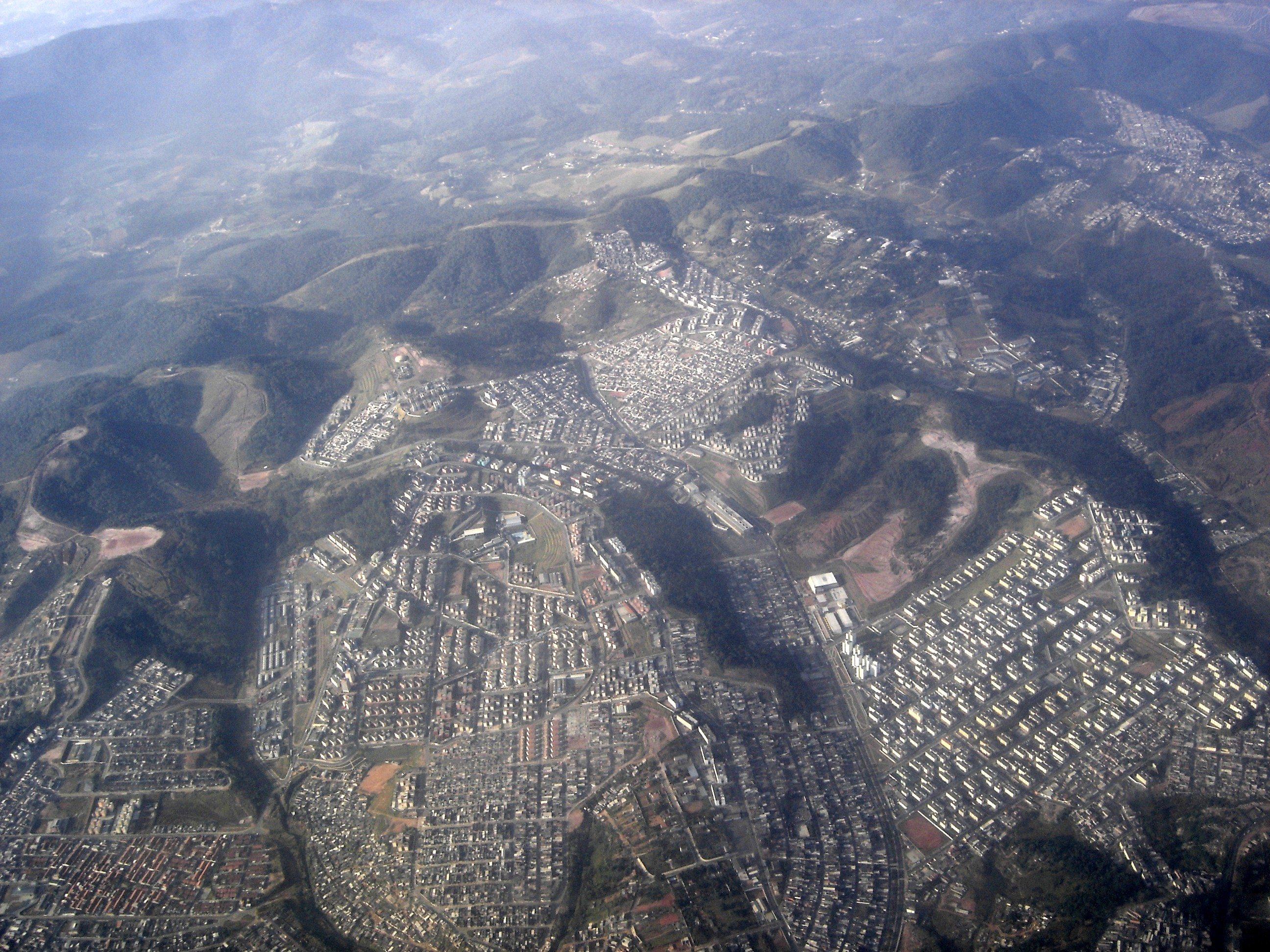
A Cidade Tiradentes, distrito do subúrbio de São Paulo, no Brasil, possui o maior aglomerado de conjuntos habitacionais da América Latina

Os países em desenvolvimento sofrem, ou sofreram, com o êxodo rural, que é a migração de pessoas do campo para as cidades em busca de emprego e qualidade de vida. Na maioria destes países, a migração exagerada levou ao surgimento de cidades dormitório para abrigar os migrantes. Tais cidades, geralmente, apresentam sérios problemas de infraestrutura devido ao rápido crescimento e falta de planejamento, agravados pelo fato de essas cidades, muitas vezes, não possuirem nenhuma renda, servindo simplesmente como uso residencial.
Algumas cidades-dormitórios estão tentando contornar essa situação através da criação de empregos: por exemplo, a cidade brasileira de Duque de Caxias investe na criação de um polo industrial gás-químico, porém a maior parte dos seus funcionários graduados moram no Rio de Janeiro, que é uma cidade vizinha. Como resultado, a cidade possui o 13º maior produto interno bruto do país, mas convive com situações de abandono.
Muitas vezes, bairros ou distritos da metrópole também podem ser considerados cidades-dormitório: é o caso de Cidade Tiradentes, que, apesar do nome, é um distrito do extremo leste da cidade de São Paulo. Cidade Tiradentes conta com o maior aglomerado de conjuntos habitacionais da América Latina e com uma população de mais de 200 000 habitantes. Apesar do comércio da região, muitos vão até o centro da metrópole a trabalho, principalmente a regiões como o Centro de São Paulo, Avenida Paulista, Itaim Bibi e Santo Amaro. Cidades vizinhas de São Paulo se tornaram cidades-dormitório de São Paulo, como Ferraz de Vasconcelos, Suzano, Mogi das Cruzes (um importante polo industrial), Itaquaquecetuba, entre muitas outras.

### Brasil

#### Principais "cidades-dormitórios"
- Alvorada
- Águas Lindas de Goiás
- Ananindeua
- Aparecida de Goiânia
- Belford Roxo
- Cabedelo
- Cariacica
- Ferraz de Vasconcelos
- Gravataí
- Itapecerica da Serra
- Itaquaquecetuba
- Jandira
- Lauro de Freitas
- Luziânia
- Maracanaú
- Maranguape
- Paracambi
- Ibirité
- Paulista
- Poá
- Ribeirão das Neves
- Santana
- São José
- Simões Filho
- Várzea Grande
- Queimados
- Japeri
- Nilópolis
- Mesquita
- Viamão

#### Outras
Cidades que, apesar de apresentarem alto desenvolvimento econômico, e/ou uma considerável "independência" em termos de serviços, ainda possuem boa parte de sua população economicamente ativa trabalhando na cidade-núcleo, sendo seu produto econômico muito dependente da proximidade com essa cidade principal.
- Araucária
- Americana
- Barueri
- Betim
- Camaçari
- Caucaia
- Contagem
- Carapicuíba
- Diadema
- Duque de Caxias
- Guarulhos
- Hortolândia
- Jaboatão dos Guararapes
- Jaraguá do Sul
- Mauá
- Mogi das Cruzes
- Niterói
- Osasco
- Santo André
- São Bernardo do Campo
- São Caetano do Sul
- São José dos Pinhais
- São Gonçalo
- São Vicente
- Serra
- Sumaré
- Suzano
- Várzea Paulista
- Vila Velha
- Nova Iguaçu